# Дик, Николай Евгеньевич
Николай Евгеньевич Дик (1905 — 1982) — русский советский учёный, физико-географ. Доктор географических наук (1966). Зав. отделом Музея землеведения МГУ.
Исследователь географических трудов М. В. Ломоносова.

## Публикации
- Дик Н. Е. и др. Рельеф Москвы и Подмосковья / Н. Е. Дик, В. Г. Лебедев, А. И. Соловьёв, А. И. Спиридонов; Институт географии АН СССР. — М.: Географгиз, 1949. — 196 с.

- Дик Н. Е. Деятельность и труды М.В. Ломоносова в области географии: (К 250-летию со дня рождения, 1711-1961). — М.: Изд-во Моск. ун-та, 1961. — 210 с. (обл.)

- Дик Н. Е. Ломоносовский период в развитии русской географии. — М.: Мысль, 1976. — 128 с. (обл.)